# Najiba Ayubi
Najiba Ayubi (1968) è una giornalista e attivista afghana per i diritti umani e la libertà di stampa.

## Biografia
Ayubi e la sua famiglia si sono trasferiti in Iran nel 1996 durante l'ascesa al potere dei talebani, paese dove ha fondato una scuola per educare gli afghani in Iran. È tornata in Afghanistan nel 2001 per lavorare per Save the Children. In seguito è diventata l'amministratore delegato di The Killid Group, una rete di media senza scopo di lucro. Nonostante le minacce anonime e gli attacchi del governo, Ayubi rifiuta la censura, guidando una squadra di giornalisti che pubblicano argomenti che vanno dalla politica ai diritti delle donne. Ayubi è stata una delle tre donne insignite del Courage in Journalism Award (Premio Coraggio nel giornalismo) nel 2013  e nel 2014 è stata nominata una dei 100 eroi dell'informazione da Reporter senza frontiere. Nominata da Ashraf Ghani alla guida del Ministero degli affari femminili nel 2015, non è stata confermata dall'Assemblea nazionale. Nel 2016 è stata insignita dal presidente Ghani del premio afghano per la cultura Said Jamaludin.

## Premi e riconoscimenti
- Courage in Journalism Award (2013)
- Said Jamaludin (2016)